# Liste des abbés de Psalmody
La liste des abbés de Saint-Pierre de Psalmody est tirée du livre de Claude Devic et Joseph Vaissète, Histoire générale de Languedoc tome 4 de l'édition de 1872 par la Librairie Privat de Toulouse.

## Liste des abbés
1. - 762-815 : Corbilien, ou Corbilianus, abbé de Psalamody en 791. Il a reconstruit l'abbaye qui avait été détruite au cours de l'invasion des Sarrasins, en 725. L'abbaye avait été rétablie par Pépin et en 791 Charlemagne a mis sous sa dépendance le monastère de Saint-Saturnin de Nodels et lui a donné le territoire de la tour de Matafère sur lequel a été construit par le roi Louis IX la ville d'Aigues-Mortes ;
2. - 815-840 : Théodemir
3. - 840-886 : Thibaud, abbé en 842 d'après un diplôme de Charles
4. - 886-909 : Witard I
5. - 909-9?? : Raimbaud
6. - 993-99? : Garnier **
7. - 9??-997 : Bermond
8. - 997-1004 : Witard II
9. - 1004-1054 : Warnier
10. - 1054-1071 : Raymond I
11. - 1071-1076 : Guillaume I Philaud
12. - 1076-1082 : Bérenger
13. - 1082-1084 : Arnaud I
14. - 1084-1085 : Pierre I
15. - 1085-1086 : Guillaume II
16. - 1086-1097 : Arnaud II
17. - 1097-1115 : Foulques I
18. - 1115-1117 : Pierre II
19. - 1117-1141 : Bertrand
20. - 1141-1155 : Pierre III
21. - 1155-1174 : Guillaume III
22. - 1174-1180 : Pierre IV d’Uzès
23. - 1180-1185 : Guillaume IV élu abbé en 1180 après la mort de Pierre d'Uzès ;
24. - 1185-1190 : Foulques II, qualifié d'abbé en 1185. Le nécrologe de Saint-Gilles indique sa mort le 19 décembre ;
25. - 1190-1198 : Guillaume V, en 1190 ;
26. - 1198-1203 : Aldebert, cité en 1198 et dans le nécrologe de Saint-André-lès-Avignon, le 20 décembre ;
27. - 1203-1203 : Raymond II, en 1203 ;
28. - 1203-1220 : Bernard I de Génerac, d'une famille noble proche de Psalmodi, abbé en 1203. Il est présent en 1206 au traité de paix fait entre Pierre, roi d'Aragon, et les habitants de Montpellier. Ila transigé en 1217 avec les chanoines de Saint-Just de Narbonne ;
29. - 1220-1226 : Raymond III, en 1220
30. - 1226-1243 : Pons
31. - 1243-1248 : Guillaume VI cité dans une charte de Pierre-Bermond, seigneur d'Anduze ;
32. - 1248-1249 : Raymond IV a cédé en août 1248 le territoire d'Aigues-Mortes au roi Louis IX. En échange, le roi a donné à l'abbaye un territoire qu'il possédait près de Sommières ;
33. - 1249-1257 : Guillaume VII Catel
34. - 1257-1272 : Géraud de Bruguières
35. - 1272-1275 : Bernard II de Nages
36. - 1275-1316 : Pierre V
37. - 1316-1317 : Pierre VI Bedos
38. - 1317-1319 : Raymond V Bernard
39. - 1319-1320 : Arnaud III
40. - 1320-1330 : Frédol
41. - 1330-1332 : Gaillard
42. - 1332-1352 : Raymond VI de Sérignac
43. - 1352-1362 : Gaucelme de Déaux
44. - 1362-1364 : Raymond VII
45. - 1364-1368 : Guillaume VIII Columbi
46. - 1368-1401 : Pierre VII de Lascarri
47. - 1401-1415 : Aymeric des Gardies
48. - 1415-1438 : Arnaud IV de Saint-Félix  (1)
49. - 1438-1439 : Pierre VIII de Narbonne de Talairan
50. - 1439-1462 : Arnaud IV de Saint-Félix  (2)
51. - 1462-1484 : Guillaume IX de Saint-Félix
52. - 1484-1508 : Guy Lauret
53. - 1508-1511 : Jacques Fournier de Beaune-Semblançay
54. - 1511-1523 : Martin Fournier de Beaune-Semblançay
55. - 1523-1529 : Jérôme de Canosse
56. - 1529-1532 : Louis I de Canosse
57. - 1532-1536 : Réginald de Martigny, évêque de Vabres, abbé commendataire de Psalmodi en 1536
58. - 1536-1540 : Jean I deLuxembourg-Brienne, nommé en 1536. En 1537, le pape Paul III a sécularisé l'abbaye. Les moines qui se plaignaient de l'insalubrité de l'air dans leur demeure ont été transférés à Aigues-Mortes. Il a été abbé jusqu'en 1549 ;
59. - 1550-1571 : Barnabé de Fayolles nommé abbé de Psalmodi en 1550. Il résidait à Paris le 22 mai 1566 où il gérait les intérêts du connétable de Montmorency ;
60. - 1571-1590 : François I de Fayolles[1] ;
61. - 1590-1606 : Jean II de Fayolles[2];
62. - 1606-1618 : Marc de Calvière de Saint-Césaire, ayant été nommé président au parlement de Toulouse, il s'est démis en faveur de son frère ;
63. - 1618-1634 : Jean III de Calvière de Saint-Césaire a succédé à son frère. Il est encore abbé en 1634 et s'est démis en faveur de son neveu, clerc au diocèse de Nîmes. Le roi a écrit en sa faveur au cardinal Barberini. Il est mort en 1698 ;
64. - 1634-1646 : François II de Calvière de Saint-Césaire, neveu du précédent
65. - 1646-1656 : Antoine de Calvière de Saint-Césaire
66. - 1656-1690 : Louis II de Calvière de Saint-Césaire
67. - 1690-1712 : François III Chevalier de Saulx, premier évêque d'Alais (Alès), a obtenu le rattachement de l'abbaye de Psalmodi à son évêché.

Les possesseurs en titre de l'abbaye de Psalmody sont alors les évêques d'Alais (Alès) :
- 1713-1719 : Louis III François-Gabriel de Hénin-Liétard
- 1719-1744 : Charles de Bannes d'Avéjan
- 1744-1755 : Louis IV François de Vivet de Montclus
- 1755-1776 : Jean-Louis du Buisson de Beauteville
- 1776-1784 : Pierre V Marie-Magdeleine Cortois de Balore
- 1784-1791 : cardinal Louis V François de Bausset-Roquefort

Source : Gallia Christiana
** Source: De Manteyer Georges, pp. 101-102, doc. n. LXXXVIII.